# Здроїсько (Любуське воєводство)
Здроїсько (пол. Zdroisko) — село в Польщі, у гміні Клодава Ґожовського повіту Любуського воєводства.
Населення — 148 осіб (2011).
У 1975-1998 роках село належало до Гожовського воєводства.

## Демографія
Демографічна структура станом на 31 березня 2011 року:
|          | Загалом | Допрацездатний вік | Працездатний вік | Постпрацездатний вік |
| -------- | ------- | ------------------ | ---------------- | -------------------- |
| Чоловіки | 81      | 6                  | 70               | 5                    |
| Жінки    | 67      | 11                 | 41               | 15                   |
| Разом    | 148     | 17                 | 111              | 20                   |